# Rittersgrün
Rittersgrün je vesnice, místní část obce Breitenbrunn/Erzgeb. v německé spolkové zemi Sasko. Nachází se v zemském okrese Krušné hory a má přibližně 1 600 obyvatel. Horská ves s rozptýlenou zástavbou leží v Krušných horách při hranicích s karlovarským okresem a stejnojmenným krajem v České republice.

## Geografie
Rozptýlená zástavba Rittersgrünu se rozkládá na krušnohorských pláních po obou březích potoka Pöhlwasser v nadmořské výšce, dosahující až 820 metrů.

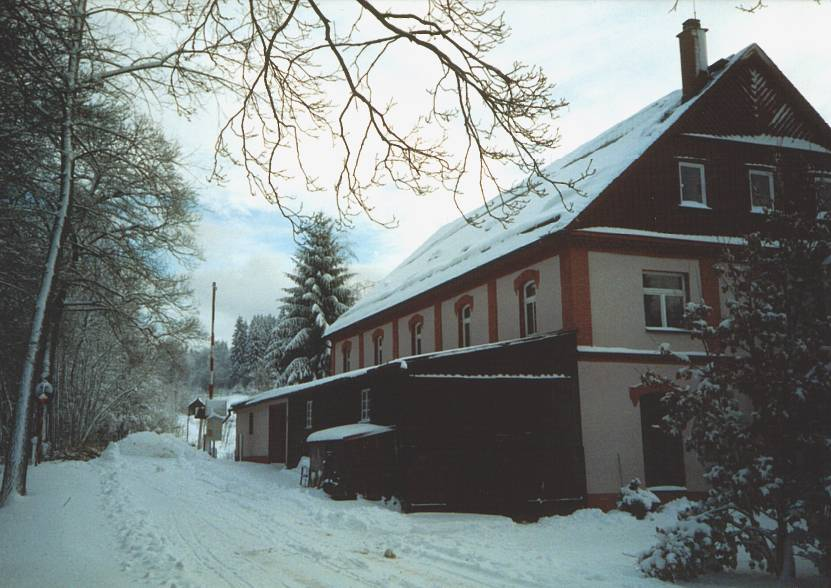
Hraniční přechod u Českého Mlýna

Od nejvyššího vrcholu Krušných hor Klínovce (1244 m n. m.) je Rittersgrün vzdálen zhruba 13 km vzdušnou čarou směrem na severozápad. Nejvyšší hora Saska Fichtelberg (1215 m n. m.) leží od Rittersgrünu 10,5 km směrem na východ.
Ves Tellerhäuser, která byla v letech 1994 – 2007 místní částí samostatné obce Rittersgrün, leží přibližně 5,5 km vzdušnou čarou směrem na jihovýchod při státní hranici s Českou republikou v nadmořské výšce 919 metrů nedaleko města Boží Dar. Katastr Rittersgrünu má rozlohu 19,22 km2, Tellerhäuseru pouze 2,66 km2.

### Klima
Podnebí je typické pro horské oblasti – je chladné s vysokým úhrnem ročních srážek. Průměrný souhrn ročních srážek v Rittersgrünu činí 1024,4 mm, což je téměř dvojnásobné množství, než jaké je za rok naměřeno v Drážďanech nebo v Lipsku.

## Geologie

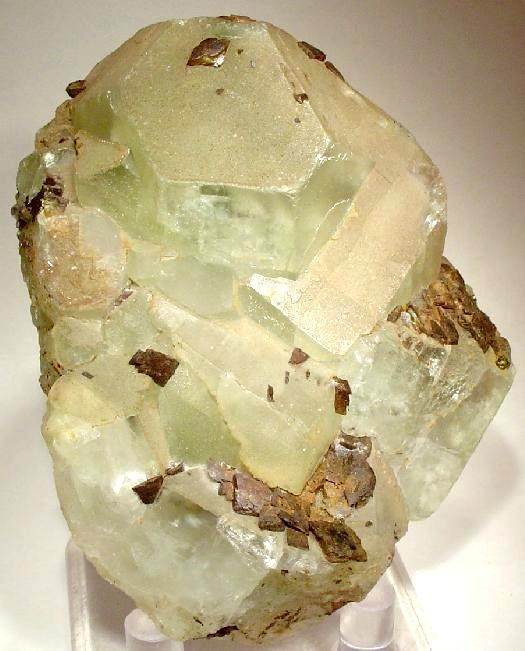
Zelený fluorit se sideritem z lokality Rittersgrün

Geologická skladba v této krušnohorské oblasti byla určujícím prvkem při formování podoby zdejšího osídlení. V okolí Rittersgrünu v jámách u Ober- a Niederglobensteinu byla těžena skarnová ložiska magnetitu a cínových rud v muskovitických břidlicích. V oblasti vrchu Hirtenberg je doložena těžba železné rudy (magnetitu), sfaleritu a vápence. Z minerálů, vyskytujících se v místním revíru, lze dále jmenovat například hematit, kalcit, dolomit, fluorit, pyrrhotin, chalkopyrit a pyroxeny.
Necelé dva kilometry severně od Rittersgrünu se nacházejí dvě důlní díla – Důl Pöhla a prohlídková štola Morgenstern (Jitřenka) – zpřístupněné veřejnosti. Ložisko uranových, cínových, stříbrných, wolframových a železných rud u Pöhly bylo objeveno na přelomu 50. a 60. let 20. století. Těžbu provozoval podnik SDAG Wismut, který zde v roce 1967 nechal vyrazit 8 km dlouhou důlní chodbu až k úpatí Fichtelbergu. Hlavním předmětem zájmu podniku Wismut však bylo rozsáhlé uranové ložisko v prostoru Tellerhäuser, kde byla těžba ukončena v roce 1991.
Částečně je v Rittersgrünu zpřístupněna také štola Obere Rother-Adler-Stollen, která byla v letech 1842 – 1893 těžena jako poslední ze starých štol na území obce.

## Historie
Říčka Pöhlwasser ve středověku tvořila hranici mezi schwarzenberským panstvím na západě a územím sasko-durynského rodu pánů ze Schönburgu (pánů ze Šumburka) na východě. Důležitou roli v dějinách obce sehrála i skutečnost, že se nacházela v oblasti zdejšího důležitého průsmyku (Rittersgrüner Pass). Například vojska, která tudy opakovaně táhla v průběhu Třicetileté války, vždy způsobila zkázu místnímu obyvatelstvu. Historie obce je spojována z existencí početných hamrů, určených ke zpracování železné rudy. V roce 2000 byla sice uspořádána oslava 750 let existence obce, avšak přesné datum založení Rittersgrünu není známo, dostupné zdroje ukazují spíše na 15. – 16. století. Vrcholným obdobím těžby a zpracování železné rudy v tomto regionu bylo 17. století. Další rozvoj obce a místního průmyslu nastal v 19. století. V roce 1889 byla uvedena do provozu úzkorozchodná železnice o rozchodu 750 mm Grünstädtel – Oberrittersgrün, která v Grünstädtelu navazovala na trať Annaberg-Buchholz – Schwarzenberg.

### 20. století
V první polovině 20. století se zde začal rozvíjet turistický ruch a Rittersgrün získal statut horských klimatických lázní. Po kapitulaci Německa v květnu 1945 zůstal Rittersgrün po několik týdnu spolu s ostatním územím tzv. Republiky Schwarzenberg neobsazený spojeneckými vojsky, teprve později se stal součástí sovětské okupační zóny. V letech 1949 – 1954 podnik SDAG Wismut vyhloubil na katastru Rittersgrünu četné šachty a další důlní díla se zaměřením na těžbu uranu. Za tím účelem byly do obce povolány stovky horníků, kteří byli ubytováni v místních domácnostech. Po provedené kolektivizaci bylo v Rittersgrünu ustaveno zemědělské výrobní sdružení, tzv. Landwirtschaftliche Produktionsgenossenschaft (LPG) jako typ socialistického výrobního podniku. V roce 1971 byl zastaven provoz na železniční trati z Grünstädtelu, areál konečné stanice úzkorozchodné dráhy v Rittersgrünu byl v roce 1977 přebudován na malé železniční muzeum.
V roce 1994 byla k Rittersgrünu administrativně připojena ves Tellerhäuser, od 1. ledna 2007 po územní reorganizaci se Rittersgrün stal součástí obce Breitenbrunn/Erzgeb.

### Pokles počtu obyvatel
Podobně jako v jiných městech a obcích v saském pohraničí docházelo v Rittersgrünu od 90. let 20. století k úbytku obyvatelstva. Zatímco v roce 1971 v obci žilo 2 528 obyvatel, v době připojení k Breitenbrunnu v roce 2007 to bylo už jen 1 800 osob a v roce 2011 ještě o 200 obyvatel méně.

## Partnerská města a obce
- Münstertal, Německo
- Nová Role, Česko

## Zajímavost
Kromě pozůstatků úzkorozchodné dráhy je za největší místní zajímavost považován 86,5 kg těžký železný meteorit, který našel v roce 1833 Karl August Reißmann, lesní dělník z Rittersgrünu, během práce v nedalekém lese. O nálezu se dozvěděl význačný mineralog August Breithaupt, který vzápětí přicestoval do Rittersgrünu a meteorit zakoupil pro mineralogické sbírky Horní akademie ve Freibergu. Sádrový model tzv. rittersgrünského meteoritu je vystaven v místním muzeu úzkorozchodné dráhy.